# Лос-Альварес (Техас)
Лос-Альварес (англ. Los Alvarez) — переписна місцевість (CDP) в США, в окрузі Старр штату Техас. Населення — 247 осіб (2020).

## Географія
Лос-Альварес розташований за координатами 26°23′9″ пн. ш. 98°53′57″ зх. д. / 26.38583° пн. ш. 98.89917° зх. д. (26.385937, -98.899036).  За даними Бюро перепису населення США в 2010 році переписна місцевість мала площу 0,24 км², уся площа — суходіл.

## Демографія
Згідно з переписом 2010 року, у переписній місцевості мешкали 303 особи в 68 домогосподарствах у складі 64 родин. Густота населення становила 1239 осіб/км².  Було 81 помешкання (331/км²).
Расовий склад населення:
| - 100,0 % — білих |

До двох чи більше рас належало 0,0 %. Частка іспаномовних становила 100,0 % від усіх жителів.
За віковим діапазоном населення розподілялося таким чином: 37,6 % — особи молодші 18 років, 56,8 % — особи у віці 18—64 років, 5,6 % — особи у віці 65 років та старші. Медіана віку мешканця становила 27,6 року. На 100 осіб жіночої статі у переписній місцевості припадало 95,5 чоловіків;  на 100 жінок у віці від 18 років та старших — 94,8 чоловіків також старших 18 років.
За межею бідності перебувало 23,0 % осіб, у тому числі 0,0 % дітей у віці до 18 років та 0,0 % осіб у віці 65 років та старших.
Цивільне працевлаштоване населення становило 178 осіб. Основні галузі зайнятості: будівництво — 48,3 %, мистецтво, розваги та відпочинок — 33,7 %, освіта, охорона здоров'я та соціальна допомога — 11,8 %, транспорт — 6,2 %.